# Natale Albisetti
Natale Albisetti (* 9. Oktober 1863 in Stabio; † 2. Juli 1923 ebenda) war ein Schweizer Bildhauer.

## Leben
Albisetti wurde 1863 in Stabio im Kanton Tessin geboren. Sein Vater Ignazio war Landwirt, seine Mutter Antonia Hausfrau. Nach seinem Abschluss an der Zeichenschule in Clivio besuchte er von 1882 bis 1884 die Accademia di Brera in Mailand, wo er Kurse bei Claudio Bernacchi, Luigi Bisi und Raffaele Casnedi belegte. 1884 immatrikulierte er sich an der École nationale supérieure des arts décoratifs in Paris, 1887 wurde er an der Beaux-Arts de Paris aufgenommen. Seinen Lebensunterhalt bestritt er zunächst mit Stukkaturarbeiten, ab 1890 etablierte er sich in der französischen Hauptstadt als Porträt- und Genrebildhauer. Albisetti führte jahrzehntelang sowohl in Paris als auch in seiner Geburtsgemeinde Stabio ein Atelier.
Im Mai 1893 gewann er den ersten Wettbewerb der Eidgenössischen Kunstkommission für vier Figuren in den Nischen der Hauptfassade des Polytechnikums in Zürich. Am 12. Mai 1894 bedachte die Jury seinen Gesamtentwurf und seine Modelle auch im zweiten Wettbewerb mit dem ersten Preis. Am 9. Juni 1894 übertrug ihm der Bundesrat den Auftrag offiziell. Die allegorischen Statuen wurden 1896 platziert.
Am 12. März 1897 wurde Albisetti in die Eidgenössische Kunstkommission gewählt. Per 1. Januar 1900 wurde er durch Giuseppe Chiattone ersetzt.
1898 stellte Albisetti am Salon de Paris die Marmorskulptur Mutterliebe (Amor materno) aus und erhielt dafür eine Ehrenmeldung. Felix Vogt berichtete im Bund:

«Das Werk ist sehr schön und erinnert am meisten an die Madonnen Raphaels, obschon der Künstler keine religiösen Absichten gehabt hat und das Kind ein Mädchen ist. Die Empfindung ist richtig, die Ausführung fast zu glatt und lieblich.»

1900 nahm er mit seinem Hauptwerk, der Marmorskulptur Arnold von Melchtal und sein Sohn, an der Weltausstellung in Paris teil und erhielt in der Sparte «Bildhauerkunst und Stecherkunst» eine Silbermedaille. 1903 reichte er zusammen mit dem Zürcher Architekten Armand Neukomm einen Entwurf für das Unabhängigkeitsdenkmal in Bellinzona ein und gewann den Wettbewerb am 6. Februar. Noch im selben Jahr führte er die vier Bronzereliefs für das Postament aus. Das Denkmal wurde am 10. September eingeweiht.
1904 heiratete Albisetti in Stabio die Italienerin Fortunata Pacitti, die ihm zuvor schon Modell gestanden hatte. In seinen letzten beiden Lebensjahrzehnten stellte er vornehmlich an Salons in Paris aus. Er starb 1923 mit 59 Jahren nach kurzer Krankheit in Stabio.
Die Mehrheit seiner Werke sind heute in Paris und im Kanton Tessin, hier vor allem im Museo della civiltà contadina in Stabio, aufbewahrt. 2018 eröffnete in Stabio mit dem Spazio Albisetti ein ihm gewidmetes kleines Museum.
Vom 7. bis 31. Oktober 1977 fand in Stabio eine Ausstellung über Albisetti und den Maler Augusto Sartori statt. Vom 4. Juni bis 5. November 2023 zeigte das Museo Vincenzo Vela in Ligornetto eine Schau seiner Werke.

## Werke (Auswahl)
Albisetti war Traditionalist und blieb sein ganzes Leben lang einer klassizistischen Linie treu. Überspitzt formuliert, gestaltete er seine Werke so, «als lebte er im 18. Jahrhundert». Zu seinen Hauptwerken gehören:
- 1896: vier allegorische Sandsteinstatuen im Hauptgebäude der ETH Zürich: Die Naturwissenschaften, Die Ingenieurkunst, Die Land- und Forstwissenschaft, Die Baukunst
- 1896: Skulptur Mutterliebe (Amor materno), Museo d’arte della Svizzera italiana, Lugano
- 1899: drei Statuen auf der Südfassade des Bundeshauses in Bern: Gelehrter, Kaufmann, Bauer (die anderen drei stammen von Karl Alfred Lanz)
- 1899: Plastik Arnold von Melchtal und sein Sohn (3 Versionen)
- 1903: vier allegorische Bronzereliefs auf dem Unabhängigkeitsdenkmal in Bellinzona: Die Schweiz empfängt das junge Tessin, Gerechtigkeit, Frieden, Überfluss